# 林洪 (建文進士)
林洪（1369年—1434年），字文範，福建興化府莆田縣人，軍籍，明朝政治人物。進士出身。

## 生平
府學生，福建丙子鄉試第五十名。建文二年（1400年）庚辰科會試第一百三名，殿試登進士三甲，授辰溪知縣，陞滄州同知，改儋州，宣德九年去世。

## 家族
曾祖父林乾、祖父林良玉，父亲林得貴。